# Studnia i wahadło
Studnia i wahadło (ang. The Pit and the Pendulum) – nowela amerykańskiego pisarza i poety Edgara Allana Poe, opublikowana po raz pierwszy w 1842 roku. Historia traktuje o mękach znoszonych przez pewnego więźnia hiszpańskiej inkwizycji, przy czym Poe nagina niektóre historyczne fakty w utworze. Narrator jest winny nieznanej zbrodni i umieszczony w całkowicie zaciemnionym pomieszczeniu. Mdleje starając się ustalić wielkość jego celi. Kiedy się budzi, zdaje sobie sprawę, że pośrodku znajduje się duża, głęboka studnia. Znów traci przytomność i dochodzi do siebie będąc z tyłu przywiązanym linami, nie będąc w stanie zrobić nic więcej, jak tylko poruszyć głową. Szybko spostrzega, że jest nad nim zawieszone ogromne, przypominające ostrze wahadło, z wolna zbliżające się w jego stronę, by rozciąć mu klatkę piersiową. Znajduje sposób na ucieczkę, lecz płonące żelazne ściany jego więzienia zaczynają się ruszać i zacieśniać się, spychając go coraz bliżej studni.
Fabuła skutecznie inspiruje czytelnika i wzbudza w nim strach, gdyż wiąże się z mocną koncentracją na zmysłach (w szczególności słuchu), co jeszcze podkreśla jej realność, w przeciwieństwie do większości utworów Poe z licznymi nadprzyrodzonymi elementami.

## Opis fabuły
Akcja noweli toczy się za czasów hiszpańskiej inkwizycji. Przeciwko anonimowemu narratorowi toczy się proces, z udziałem wielu „złowieszczych” sędziów. Narrator nie informuje czytelnika, dlaczego znajduje się w takim miejscu i z jakiej przyczyny został aresztowany. Przed nim stoi na stole 7 cienkich białych świec, a gdy te się topią, również i jego nadzieje się zmniejszają. Zostaje skazany na śmierć i znajduje się w czarnym jak smoła pomieszczeniu. Początkowo więzień myśli, że został zamknięty w grobowcu, lecz szybko orientuje się, że jest w celi. Decyduje się na jej zbadanie, przykładając rąbek z jego szaty do ściany, tak że może on liczyć kroki wokół celi, jednak mdleje nim jest w stanie zmierzyć cały obwód.
Gdy dochodzi do siebie, odkrywa wodę i jedzenie blisko niego. Próbuje zmierzyć pomieszczenie raz jeszcze, odkrywając, że obwód wynosi sto stóp po każdej ze stron. Przemierzając celę przewraca się na skrawku jego koszuli. Zdaje sobie sprawę, że gdyby się nie potknął, wpadłby do głębokiej studni z wodą w środku pomieszczenia.
Po ponownym straceniu przytomności i przebudzeniu się, narrator odkrywa, że na więzienie pada lekka smuga światła oraz że jest on przywiązany linami do drewnianej tablicy. Spogląda w górę i jest przerażony widząc namalowany obraz Ojca Czasu na suficie. Obok ilustracji wisi gigantyczne wahadło huśtające się z wolna tam i z powrotem. Wahadło nieuchronnie przesuwa się w dół, czego efektem będzie jego śmierć. Jednak skazaniec jest w stanie przyciągnąć uwagę szczurów do jego więzów mięsem pozostawionym mu do zjedzenia, te zaczynają przegryzać linę. Gdy wahadło zbliża się na odległość cala nad jego sercem, więzień uwalnia się i widzi, że wahadło wraca z powrotem w kierunku sufitu.
Spostrzega, że ściany stają się czerwone z gorąca, i że zmierzają one w kierunku wewnętrznym, spychając go do środka pomieszczenia i blisko studni. Gdy w nią spogląda, uświadamia sobie, że nie może być nic gorszego jak wpadniecie do niej. W tekście jest zasugerowane, że narrator boi się tego co w niej zobaczył, bądź obawia się jej głębi. Jednak dokładny powód przerażenia nie jest podany. Jednakże oddalając się od studni, cofające się, rozżarzone ściany nie pozostawiają mu wolnej przestrzeni. Gdy więc ten zaczyna spadać na dno studni, słyszy ludzkie głosy. Ściany się wycofują i ktoś chwyta go za rękę. Francuska armia zajęła Toledo i inkwizycja jest w rękach wrogów.

## Historyczność
Poe sięga w noweli po wzory dramatyczne z wątkami fabularnymi osadzonymi w Hiszpanii. Wyzwoliciele są prowadzeni przez Lassalla, generała Napoleona (który jednak nie był w dowództwie francuskiej okupacji Toledo) i to kieruje akcje w czasy wojen napoleońskich w Hiszpanii i Portugalii, wieki po szczytowym okresie hiszpańskiej inkwizycji i w czasy gdy ta straciła większość władzy. Wymyślne tortury nie łączą się z historycznymi odniesieniami do działalności hiszpańskiej inkwizycji w żadnym okresie, nie mówiąc już o XIX wieku. Inkwizycja jednak została zniesiona w okresie interwencji francuskiej (1808-13).
Dodatkowo epigraf z samego początku o treści: „Czterowiersz. przeznaczony na bramę hali targowej, którą miano zbudować w Paryżu na miejscu, gdzie dawniej wznosił się dom Klubu Jakobinów” jest nieścisły. Charles Baudelaire, francuski pisarz, który tłumaczył prace Poe i który był nim zainspirowany, mówił, że ów budynek po stronie domu Klubu Jakobinów nie miał bram i co za tym idzie żadnych inskrypcji.

## Analiza
Studnia i wahadło to studium efektywnego przerażenia samego narratora, inicjowanego początkowymi zdaniami, w których sugeruje on, że cierpi z powodu strachu przed śmiercią, chwilę później tracąc przytomność po otrzymaniu wyroku skazującego go na śmierć. Ów strach jest dla czytelnika ironicznym, gdyż ten wie, że narrator implikuje jego ocalenie: tekst odnosi się do ubranych w czarne togi sędziów „z zębami bielszymi niż prześcieradło, nad którym piszę te słowa”, udowadniając, że on sam spisuje historię po tym jak wydarzenia miały miejsce. To, co czyni nowelę efektywną w wywoływaniu przerażenia, to brak nadprzyrodzonych elementów. Akcja, która się toczy, ma miejsce naprawdę i nie jest produktem fantazji. Rzeczywistość w historii jest uwydatniona koncentracją Poe na sensacji: lochy są nieoświetlone i duszne, narrator cierpi głód i pragnienie, jest otoczony przez szczury, ruszające się ściany są z rozgrzanego, czerwonego metalu i oczywiście ostre jak miecz wahadło zagraża posiekaniem narratora. Ten doświadcza jego obecności przez syczące dźwięki, gdy wahadło się porusza. Poe dalej uwydatnia to używając takich słów jak „sierp” czy „sejmitar” oraz innych podobnych form. Studnia i wahadło może być też rozważana jako opowiadanie na nowo satyry „A Predicament”. W tej historii podobna „kosa” wolno i „komicznie” ucina głowę narratorowi. Akcja w noweli miała zostać wtedy pomyślana na nowo z udziałem wahadła, które groziło przecięciem klatki piersiowej narratora.

## Inspiracja
Poe podążał za ustalonymi wzorami pisania grozy z jego czasów, często spotykanych w Blackwood’s Magazine (formuła, z której kpi w „A Predicament”). Te historie, jednak, często były skoncentrowane na wydarzeniach unikalnych i osobistej zemście jako źródłach przerażenia. Poe mógł być zainspirowany zdecydowanymi, bezosobowymi torturami po części przez dzieło History of the Spanish Inquisition Juana Antonio Llorente, opublikowanej w 1817 roku. Są również sugestie, że „studnia” Poe była zainspirowana tłumaczeniem Koranu (Poe odnosił się do Koranu w Al Aaraafie i Israfelu) przez George’a Sale’a. Był on z nim zaznajomiony i nawet wspomniał jego nazwisko w noweli Tysiączna i druga opowieść Szeherezady. Przekład Sale’a zawierał komentarze i jedną z informacji, odnoszących się do rzekomo powszechnej formy tortur i egzekucji przez wrzucanie ludzi do żarzącej się studni ognia, z powodu obelżywego określenia „jej pana”.

## Publikacja i recepcja
Studnia i wahadło została opublikowana w The Gift: A Christmas and New Year’s Present w 1843 roku przez Careya i Harta. Nowela została nieco zmodyfikowana w ponownej publikacji z 17 maja 1845 roku na łamach Broadway Journal.
William Butler Yeats był zasadniczo krytyczny w stosunku do Poe, określając go „wulgarnym”. O Studni i wahadle powiedział, że nie wydaje mu się, iż „ma ona jakąkolwiek trwałą literacką wartość”. Podkreślał też, iż historia oddziałuje na nerwy czytelnika tandetnymi fizycznymi elementami.

## Adaptacje
- 1909 – francuski film Le Puits et le pendule w reżyserii Henriego Desfintainesa. Pierwsza angielska adaptacja z 1913 roku była dziełem Alice Guy Blanche[13].
- 1961 – The Pit and the Pendulum w reżyserii Rogera Cormana, z Vincentem Price i Barbarą Steele, tak jak inne części „cyklu Poe”, film ma minimalne podobieństwo do noweli, tytułowy mechanizm do tortur pojawia się jedynie w 10 ostatnich minutach filmu.
- The Pit, the Pendulum and the Hope – to tytuł krótkiego filmu w reżyserii czeskiego surrealisty Jana Švankmajera, z lekkimi odniesieniami do noweli.
- 1991 – wersja filmowa historii w reżyserii Stuarta Gordona z Lance Henriksen w roli głównej. Fabuła została zmieniona na historię miłosną w Hiszpanii w 1492 roku.
- 2006 – film z animacją poklatkową The Pit and the Pendulum został ukończony pod sztandarem Ray Harryhausen Presents. Film został wyprodukowany przez Raya Harryhausena i Freda Fuchsa, w reżyserii Marca Lougee.
- 2009 – horror w reżyserii Davida Decoteau nosi pewne podobieństwo do noweli, lecz tak jak wersja z 1961 roku, wykorzystuje motyw wahadła w ostatnich scenach.